# Bridges to Babylon
Bridges to Babylon – album grupy The Rolling Stones. Drugi album udziałem Darryla Jonesa.
W Polsce album uzyskał status złotej płyty.

## Lista utworów
1. "Flip the Switch" – 3:28
2. "Anybody Seen My Baby?" (Mick Jagger/Keith Richards/k.d. lang/Ben Mink) – 4:31
3. "Low Down" – 4:26
4. "Already Over Me" – 5:24
5. "Gunface" – 5:02
6. "You Don't Have To Mean It" – 3:43
7. "Out of Control" – 4:43
8. "Saint of Me" – 5:15
9. "Might as Well Get Juiced" – 5:23
10. "Always Suffering" – 4:44
11. "Too Tight" – 3:33
12. "Thief in the Night" (Mick Jagger/Keith Richards/Pierre de Beauport) – 5:16
13. "How Can I Stop" – 6:54

## Muzycy
- Mick Jagger – śpiew, elektryczna gitara, śpiew towarzyszący, akustyczna gitara, keyboard, harmonijka,
- Keith Richards – elektryczna gitara, śpiew towarzyszący, śpiew, akustyczna gitara, pianino
- Charlie Watts – perkusja
- Ron Wood – elektryczna gitara, gitara slide, elektryczna gitara hawajska, gitara dobro
- Blondie Chaplin – śpiew towarzyszący, tamburyn, pianino, gitara basowa, perkusja, marakasy
- Matt Clifford – pianino, organy
- Pierre de Beauport – kontrabas, pianino
- Bernard Fowler – śpiew towarzyszący
- Darryl Jones – gitara basowa
- Jim Keltner – perkusja
- Darrell Leonard – trąbka
- Biz Markie – rap
- Jamie Muhoberac – keyboard, gitara basowa
- Me'Shell Ndegeocello – gitara basowa
- Billy Preston – organy
- Danny Saber – gitara basowa, elektryczna gitara, klawinet, keyboards
- Jeff Sarli – gitara basowa
- Wayne Shorter – saksofon
- Joe Sublett – saksofon
- Benmont Tench – organy, pianino, keyboard
- Waddy Wachtel – elektryczna gitara, akustyczna gitara, śpiew towarzyszący
- Don Was – pianino, gitara basowa, keyboard
- Doug Wimbish – śpiew towarzyszący, gitara basowa

## Listy przebojów
Album
| Rok       | Lista                               | Pozycja |
| --------- | ----------------------------------- | ------- |
| 1997      | UK Top 75 Albums                    | 6       |
| 1997 1998 | The Billboard 200 The Billboard 200 | 3 48    |

Single
| Rok  | Single                  | Lista                              | Pozycja |
| ---- | ----------------------- | ---------------------------------- | ------- |
| 1997 | "Anybody Seen My Baby?" | Mainstream Rock Tracks             | 3       |
| 1997 | "Anybody Seen My Baby?" | UK Top 75 Singles                  | 22      |
| 1997 | "Flip The Switch"       | Mainstream Rock Tracks             | 14      |
| 1998 | "Saint of Me"           | UK Top 75 Singles                  | 26      |
| 1998 | "Saint of Me"           | The Billboard Hot 100              | 94      |
| 1998 | "Saint of Me"           | Hot Dance Music/Maxi-Singles Sales | 23      |
| 1998 | "Saint of Me"           | Mainstream Rock Tracks             | 13      |
| 1998 | "Out Of Control"        | UK Top 75 Singles                  | 51      |